# 아에로사우루스
아에로사우루스(Aerosaurus)는 고생대 페름기에 살았던 파충류이다. 속명의 뜻은 화석이 발견된 뉴멕시코 북부의 구리 협곡의 '구리(copper)'와 도마뱀을 뜻하는 그리스어 '사우루스(saurus)'에서 따온 '코퍼 도마뱀'(copper lizard)을 의미한다.

## 특징
아에로사우루스는 1937년에 미국의 고생물학자이자 생물학자인 알프레드 로머에 의해 발견되었다. 주로 곤충, 절지동물, 양서류, 무척추동물을 포함하여 식물의 잎과 열매까지 모두 먹었던 잡식성의 도마뱀으로 추정되며, 서식지는 초원, 산림, 늪 등이었을 것으로 추정된다.

## 같이 보기
- 파충류
- 고생대
- 페름기
- 도마뱀
- 화석